# أسباروف نيكوديموف
أسباروف نيكوديموف (بالبلغارية: Аспарух Донев Никодимов)‏ مواليد 21 أغسطس 1945 في مقاطعة صوفيا، بلغاريا، هو لاعب ومدرب كرة قدم بلغاري دولي سابق كان يلعب في مركز الوسط. سبق له أن لعب في كأس العالم لكرة القدم مع منتخب بلاده في مونديال عام 1970م ومونديال عام 1974م. فاز بميدالية فضية أوليمبية في مسابقة كرة القدم في دورة الألعاب الأولمبية الصيفية عام 1968م.

## بداياته
بدأ أسباروف نيكوديموف لعب كرة القدم في سن السادسة عشرة مع نادي سبتمفري صوفيا، ثم انضم إلى نادي سسكا صوفيا في سن 19.

## المسيرة الاحترافية
في عام 1964 انضم نادي سسكا صوفيا. خلال فترة وجوده مع النادي حصل على العديد من الألقاب والأوسمة، بما في ذلك ستة ألقاب في الدوري البلغاري الممتاز وخمسة ألقاب في كأس بلغاريا. لعب نيكوديموف 296 مباراة في الدوري سجل خلالها 58 هدفاً في 11 موسماً.
وأنهى مسيرته عام 1978 في اللعب او في سي سليفن 2000.

### أندية لعب لها
- سبتمفري صوفيا
- سسكا صوفيا[2]
- او في سي سليفن 2000

## في التدريب
بدأ نيكوديموف مسيرته الإدارية بتدريب نادي سسكا صوفيا في عام 1979، وتمكن من قيادته إلى أربعة ألقاب متتالية في الدوري.

## إنجازاته

### لاعباً
نادي سسكا صوفيا
- الدوري البلغاري الممتاز (6 مرات): 1965-66، 1968-69، 1970-71، 1971-72، 1972-73، 1974-75.
- كأس بلغاريا (5 مرات): 1965، 1969، 1972، 1973، 1974.

### إدارياً ومدرباً
نادي سسكا صوفيا
- الدوري البلغاري الممتاز (5 مرات): 1979-80، 1980-81، 1981-82، 1982-83، 1991-92.
- كأس بلغاريا (مرة واحدة): 1983.

## الحياة الشخصية
نيكوديموف متزوج، ولديه ابنتان رياضيتان تلعبان كرة الطائرة.

## وصلات خارجية
أسباروف نيكوديموف على موقع الاتحاد الدولي (مؤرشف)  (الإنجليزية)
- أسباروف نيكوديموف على موقع قاعدة بيانات كرة القدم.إي يو (الإنجليزية)
- أسباروف نيكوديموف على موقع ناشيونال فوتبول تيمز (الإنجليزية)
- أسباروف نيكوديموف على موقع عالم كرة القدم.نت (الإنجليزية)
- أسباروف نيكوديموف على موقع أوليمبيديا (الإنجليزية)